# Advanzia Bank

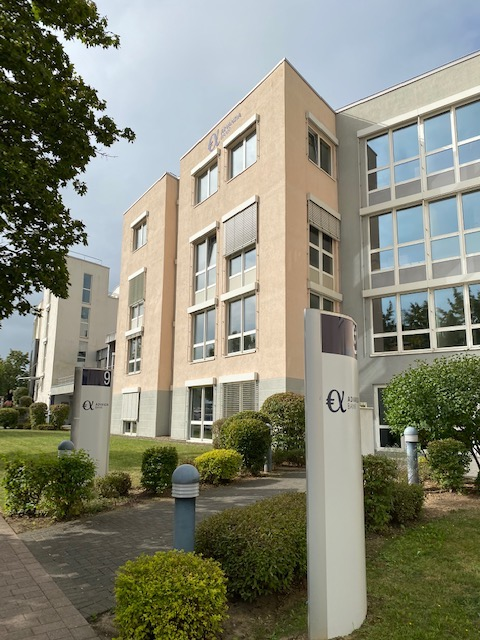
Sitz der Bank in Munsbach

Die Advanzia Bank mit Hauptsitz in Munsbach ist eine europäische Direktbank. Das Unternehmen ist seit seiner Gründung im Jahr 2005 in Luxemburg ansässig und unterliegt der dortigen Bankenaufsicht. Die Advanzia Bank betreut Privat- und Geschäftskunden. Das Unternehmen zählt zu den größten Marktteilnehmern im Kreditkartenbereich.

## Geschichte

### Gründung und Wachstum
Die Advanzia Bank wurde 2005 in Luxemburg gegründet und erhielt im selben Jahre eine Banklizenz von der Finanzaufsicht Luxemburgs. Erst 2006 nahm sie ihren operativen Geschäftsbetrieb auf. Im selben Jahr trat die Advanzia Bank in den deutschen Markt ein. Dies wurde als weiteres Beispiel für den zunehmenden Wettbewerb in- und ausländischer Kreditinstitute gewertet.
Die Advanzia Bank arbeitete von Beginn an als Direktbank ohne Filialen. Sie konzentrierte sich dabei auf zwei Produkte: eine gebührenfreie Kreditkarte und ein Tagesgeldkonto zur Geldanlage mit vergleichsweise hoher Verzinsung. Beide Angebote erfuhren eine breite Rezeption in den Medien. Die globale Finanzkrise ab 2007 überstand die Bank ohne größere Probleme. Für das Geschäftsjahr 2009 wies die Advanzia Bank erstmals einen Gewinn aus.

### Internationalisierung
In den 2010er Jahren forcierte die Advanzia Bank die weitere Internationalisierung ihres Geschäfts auf Grundlage der europäischen Fernabsatzfinanzdienstleistungsrichtlinie, also ohne Niederlassung in den Zielmärkten. 2012 wurde sie in Frankreich aktiv, 2015 auch in Österreich und 2019 zusätzlich in Spanien. 2018/2019 übernahm die Advanzia Bank die Kreditkartenlösungen der schwedischen Catella Bank. Gemessen an der Anzahl ausgegebener Kreditkarten und dem verwalteten Anlagevermögen befindet sich der Schwerpunkt bis heute im deutschsprachigen Raum.

### Aktuellere Entwicklungen
Seit 2020 unterstützt die gebührenfreie Kreditkarte der Advanzia Bank das mobile Bezahlen, unter anderem über Google Pay. Mittlerweile gibt die Bank nicht nur Kreditkarten von Mastercard heraus, sondern besitzt auch eine entsprechende Lizenz des Konkurrenten Visa.

## Unternehmensstruktur

### Rechtsform, Zweck
Die Advanzia Bank firmiert als Société Anonyme (S.A.), eine Aktiengesellschaft nach luxemburgischem Recht. Der Unternehmensgegenstand erstreckt sich auf die Ausübung von Bankgeschäften, insbesondere die Ausgabe von Kreditkarten, die Gewährung von Darlehen an Inhaber von Kreditkarten sowie die Entgegennahme von Bareinlagen.

### Regulierung
Das Unternehmen wird von der luxemburgischen Aufsichtskommission des Finanzsektors (Commission de Surveillance du Secteur Financier, CSSF) beaufsichtigt. Die Advanzia Bank ist Mitglied des luxemburgischen Einlagensicherungssystems (Fonds de Garantie des Dépôts Luxembourg, FGDL), der Einlagen von Privatkunden bis zur Höhe von 100.000 Euro garantiert.

### Aktionäre
Die Advanzia Bank befindet sich im Eigentum privater Investoren. Die norwegische Kistefos Group besitzt seit 2006 rund 60 % und damit die Mehrheit der Anteile. Sie konsolidiert das Unternehmen in ihrer Bilanz. Bengt Arve Rem, Chief Executive Officer der Kistefos Group, ist Vorsitzender des Verwaltungsrats der Advanzia Bank.

### Geschäftsleitung
Die Geschäftsleitung der Advanzia Bank besteht aus Nishant Fafalia (Chief Executive Officer, CEO), Kaj Larsen (General Counsel) und Patrick Thilges (Chief Financial Officer, CFO).

## Kritik
Die Advanzia Bank steht aufgrund überhöhter Zinsen ihrer als gebührenfrei beworbenen Kreditkarte in der Kritik. Diese Zinsen fallen bei Verfügungen außerhalb des kostenfreien Zahlungsziels an. Der Teilkredit selbst ist aber optional. Verbraucherschützer warnen generell vor der „Revolving Credit Card nach US-Vorbild“, da sie einen Weg in die Schuldenfalle darstellen kann.
Außerdem kritisieren deutsche Verbraucherschützer die Vertriebsmethoden des Unternehmens. Mitunter erhielten Kunden Kreditkarten, die sie nicht bestellt hatten. Die Advanzia Bank verweist darauf, dass es sich hierbei um Identitätsdiebstahl handelt.